# Bell Hall River
Der Bell Hall River ist ein Fluss an der Westküste von Dominica. Er verläuft im Parish St. John und mündet in der Douglas Bay ins Karibische Meer.

## Geographie
Der Bell Hall River entspringt im Gebiet von Trocard (⊙) südlich des Morne aux Diables, ganz in der Nähe der Quellflüsse des North River.
Er fließt nach Südwesten, durch das Gebiet Burnet und südlich des Bell Hall Estate entlang, und von da so weit westlich, dass er nördlich des Cabrits National Park in die Douglas Bay mündet. Unterwegs nimmt er einige kleinere namenlose Bäche von links und Süden auf. Nach Norden schließt sich das Einzugsgebiet des Salt River an, der streckenweise parallel verläuft.